# 1501
Rok 1501 (MDI) byl nepřestupný rok, který podle juliánského kalendáře započal pátkem. 
Podle islámského kalendáře započal dne 27. července rok 907. Podle židovského kalendáře došlo k přelomu let 5261 a 5262. 

## Události
- 25. března – portugalský mořeplavec João da Nova pravděpodobně objevuje ostrov Ascension. Pojmenován byl až o tři roky později admirálem Afonso de Albuquerquem.
- 27. července – Koperník se formálně stává kanovníkem frauenberské katedrály
- červenec – Ismail I. se prohlašuje za šáha Ázerbájdžánu a za své hlavní město si vybírá Tabríz. Zároveň zakládá dynastii Safíovců, která následně vládla v severním Íránu, za hlavní náboženství prohlašuje ve své zemi šíitský islám (stává se tak nepřítelem Osmanské říše, kde byl hlavní proud islámu sunnitský).
- srpen – Jan I. Dánský je sesazen ze švédského trůnu. Tato událost odstartuje Dánsko-švédskou válku.
- 1. listopadu – Amerigo Vespucci objevuje a pojmenovává Baía de Todos os Santos, pobřeží v Brazílii.
- 4. listopadu – král Filip I. a jeho manželka Jana opouštějí Španělsko
- 14. listopadu – anglický princ Artur Tudor se žení se španělskou princeznou Kateřinou Aragonskou
- 12. prosince – Alexandr Jagellonský se stal polským králem

#### Neznámé datum
- Amerigo Vespuci zakresluje do mapy hvězdy Alfa Centauri a Beta Centauri, a Souhvězdí Jižního kříže, nacházející se nad horizontem Evropy.
- Michelangelo se vrací zpět do rodných Benátek a začíná pracovat na soše Davida
- Martin Luther vstupuje na univerzitu v Erfurtu
- Basilej (dnes polokantony Basilej-město a Basilej-venkov) a kanton Schaffhausen se připojily ke Švýcarské konfederaci
- v Japonsku končí éra Meió začíná éra Bunki
- král Šo Šin nechal vybudovat Tamaudun
- Al-Ašraf Kánsúh al-Gaurí nastoupil vládu v Egyptě
- Osmanská říše ovládla Drač

### Probíhající události
- 1499–1504 – Druhá italská válka
- 1501–1512 – Dánsko-švédská válka

## Narození

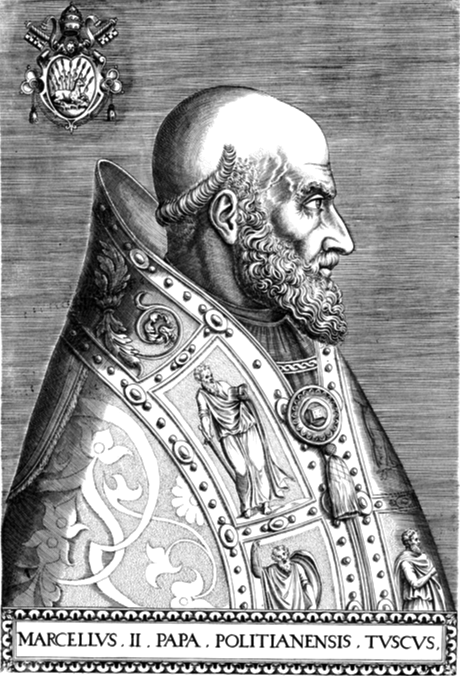
Marcel II., 222. papež (* 6. května)

#### České země
- Ladislav II. Popel z Lobkovic, vysoce vzdělaný šlechtic z chlumecké větve Popelů z Lobkowicz († 18. prosince 1584)

#### Svět
- 17. ledna – Leonhart Fuchs, německý fyzik a botanik († 10. května 1566)
- 23. březen – Pietro Andrea Mattioli, známý italský lékař a botanik († 1577)
- 6. května – Marcel II., papež († 1. května 1555)
- 18. července – Isabela Habsburská, švédská, norská a dánská královna († 19. ledna 1526)
- 24. září – Gerolamo Cardano, italský matematik, filosof, astronom a astrolog († 20. září 1576)
- neznámé datum
  - Dirk Crabeth, nizozemský malíř skla a návrhář tapisérií († 1574)
  - Garcia de Orta, portugalský židovský lékař († 1568)
  - Wen Ťia, čínský malíř († 1583)
  - Yi Hwang, korejský neokonfuciánský filozof († 1570)

## Úmrtí

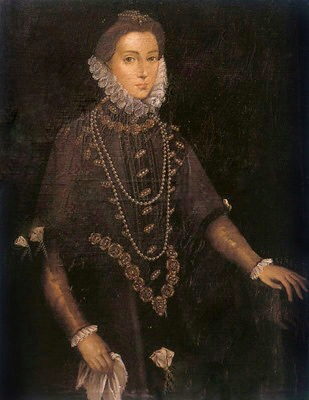
Beatriz de Bobadilla y Ossorio († prosinec)

#### České země
- Václav Vlček, vojevůdce a autor knihy o válečném umění (* kolem 1425)

#### Svět
- 3. ledna – Alíšer Navoí, uzbecký básník a politik (* 9. února 1441)
- duben – Mistr Jakuba z Besançonu, pařížský miniaturista a iluminátor (* ?)
- 17. června – Jan I. Olbracht, polský král (* 27. prosince 1459)
- 13. července – Markéta Saská, braniborská kurfiřtka a markraběnka (* 1449)
- 16. srpna – Eleanor Beaufortová, anglická šlechtična (* 1431)
- 12. října – Matteo Civitali, italský sochař, architekt a malíř (* 5. května 1436)
- prosinec – Beatriz de Bobadilla y Ossorio, španělská šlechtična (* listopad 1462)
- neznámé datum
  - John Doget, anglický diplomat a renesanční humanista (* 1435)
  - Hipolit z Pruska, německý františkán (* ?)

## Hlavy států
- České království – Vladislav Jagellonský
- Svatá říše římská – Maxmilián I.
- Papež – Alexandr VI.
- Anglické království – Jindřich VII. Tudor
- Francouzské království – Ludvík XII.
- Polské království – Jan I. Olbracht » Alexandr Jagellonský
- Uherské království – Vladislav Jagellonský
- Perská říše – Ismail I.